# Jean-Louis Verdier
Jean-Louis Robert Henri Verdier (Le Havre, 2 febbraio 1935 – Saint-Étienne-Vallée-Française, 25 agosto 1989) è stato un matematico francese che si è dedicato in particolare alla geometria algebrica.

## Biografia
Verdier ha studiato dal 1955 presso l'École normale supérieure e nel 1967 ha conseguito il dottorato con la tesi Des Catégories Dérivées des Catégories Abéliennes sotto la supervisione di Alexander Grothendieck. Da lui derivano i concetti delle categorie derivate e della dualità di Verdier (variante della dualità di Poincaré per gli spazi singolari). Con la sua teoria delle hypercover ha anticipato anche le idee sull'omotopia etale di Michael Artin e Barry Mazur. Successivamente si è occupato della teoria dei sistemi dinamici integrabili.
È stato direttore del dipartimento di matematica presso l'École normale supérieure, lavorando per molti anni con Adrien Douady; negli anni 70 ha lavorato come direttore presso l'Università Paris VII, e in seguito presso l'Università di Montpellier. Nel 1984 è stato presidente della Société Mathématique de France.
Ha tenuto la supervisione di Arnaud Beauville per il conseguimento del suo dottorato.
È morto con la moglie a causa di un incidente stradale nel 1989.

## Alcune pubblicazioni
- Des Catégories dérivées des catégories abéliennes, Société mathématique de France, 1996.
- Jean-Louis Verdier, Olivier Babelon, Pierre Cartier e Yvette Kosmann-Schwarzbach, Integrable Systems: the Verdier Memorial Conference: Actes du Colloque International de Luminy, Birkhäuser, 1993, ISBN 9780817636531.
- Module des fibrés stables sur les courbes algébriques notes de l'Ecole Normale Supérieure, École normale supérieure, Basel Stuttgart Birkhäuser, 1985, ISBN 9783764332860.[3]